# Larry Kennedy
Pour les articles homonymes, voir Kennedy.
Larry Ronald Kennedy est un médecin et un homme politique canadien, anciennement député libéral de Victoria-Tobique à l'Assemblée législative du Nouveau-Brunswick.

## Biographie
Larry Kennedy est né le 8 novembre 1949 à Perth-Andover, au Nouveau-Brunswick. Ses parents sont Mary F. O’Hagan et Ronald M. Kennedy. Il a fréquenté l'école élémentaire Andover, l'école intermédiaire Perth-Andover et l'école secondaire Southern Victoria. Il a ensuite obtenu un baccalauréat en sciences à l'Université du Nouveau-Brunswick et un diplôme en médecine de l'Université Dalhousie. Il est membre du Collège des médecins de famille du Canada et de la American Academy of Family Physicians.
Larry Kennedy a été conseiller municipal de Perth-Andover, président du conseil scolaire du district 31, directeur et président du personnel médical de l’Hôtel-Dieu Saint-Joseph et membre du conseil d’administration de la Société médicale du Nouveau-Brunswick.
Larry Kennedy est membre de l'Association libérale du Nouveau-Brunswick. Il est élu à la 51e législature pour représenter la circonscription de Victoria-Tobique à l'Assemblée législative du Nouveau-Brunswick le 13 octobre 1987, lors de la 51e élection générale. Il est réélu à la 52e législature le 23 septembre 1991, lors de la 52e élection générale. Les résultats de la 53e élection générale tenue le 11 septembre 1995 sont contestés mais Larry Kennedy est réélu à la 53e législature lors d'une élection partielle organisée le 23 juillet 1997. Il est réélu à la 54e législature le 7 juin 1999, lors de la 54e élection générale. Il est réélu à la 55e législature le 9 juin 2003, lors de la 55e élection générale. Il est réélu à la 56e législature le 18 septembre 2006, lors de la 56e élection générale. Il est président du Comité permanent des projets de loi d’intérêt privé, vice-président du Comité permanent de modification des lois et membre du Comité d’administration de l’Assemblée législative et du Comité permanent des hauts fonctionnaires de l’Assemblée, en plus d'avoir siégé au Comité spécial d’élaboration de la politique sociale, au Comité spécial d’élaboration de la politique économique, au Comité spécial de la démographie et au Comité spécial des soins de santé. Dans l’Opposition officielle, il a été porte-parole dans les domaines liés au ministère des Affaires intergouvernementales, aux affaires autochtones, au ministère de la Sécurité publique et à Services Nouveau-Brunswick.
Il est candidat à sa succession lors de la 57e élection générale, qui se tient le 27 septembre 2010, mais n'est pas réélu.
Larry Kennedy pratique la chasse, la pêche, la motoneige, le ski alpin et le ski de fond et il est membre de l’association des producteurs d’arbres de Noël ainsi que de l’association des producteurs de sirop d’érable. Il est membre du club Rotary ainsi que de l’Ordre des Élans.
Son épouse se nomme Brenda Ellen Naugler et le couple à quatre enfants.